# Збігнєв Купісевич
Збігнєв Пйотр Купісевич (пол. Zbigniew Piotr Kupisiewicz; 19 вересня 1957, Пширув) — польський профспілковий діяч, у 1980—1981 роках один з лідерів Катовицького профцентру Солідарності, організатор і публіцист профспілкових ЗМІ. Підписав Катовицьку угоду з урядом ПНР щодо створення незалежної профспілки. Активний противник ПОРП, учасник страйку на металургійному комбінаті Гута Катовиці у грудні 1981 року. Заарештовано та засуджено за законами воєнного стану, звільнено за станом здоров'я. У Третій Речі Посполитій менеджер металургійних компаній.

## Інженер-страйкар
Народився у сільській родині з гміни Пширув. У 1977 році закінчив електротехнічний технікум у Вроцлаві. Працював інженером-електронником на металургійному комбінаті Гута Катовиці у Домброва-Гурничі.
У серпні-вересні 1980 року молодий інженер Збігнєв Купісевич активно долучився до страйкового руху. Був обраний головою страйкового комітету прокатного цеху та членом страйкового комітету всього комбінату.

## Активіст і публіцист «Солідарності»
Міжзаводський страйковий комітет (MKS) Катовиць очолював Анджей Розплоховський. Збігнєв Купісевич підтримував радикальну антикомуністичну позицію Розплоховського. Займав тверду позицію на переговорах з урядовою комісією, виступав проти урядущої компартії ПОРП, вимагав правових гарантій незалежності та самоврядування нових профспілок.
11 вересня 1980 року Купісевич серед інших членів MKS підписав Катовицьку (Домбрівську) угоду з міністром металургійної промисловості ПНР Францишеком Каїмом. Катовицька угода затверджувала право на створення незалежних профспілок по всій території Польщі та видання профспілкової преси. Перший підпис від MKS поставив Анджей Розплоховський, але деякі джерела основним представником страйкарів називають Збігнєва Купісевича.
Збігнєв Купісевич був одним із керівників Катовицького профцентру Солідарності. Редагував профспілкове видання «Wolny Związkowiec». У січні 1981 року ініціював з'їзд редакторів «Солідарності». За його результатами створили профспілкове інформагентство AS. Основним його завданням Купісевич вважав відсіч комуністичній пропаганді, викриття наклепу, правдиве інформування суспільства. На цьому напрямі тісно співпрацював з Анджеєм Гвяздою та діячами КОС-КОР. Перебував в оперативній розробці Служби держбезпеки.
Політична полеміка в Катовицях відрізнялася особливою різкістю: воєводський комітет ПОРП був оплотом «партійного бетону». Перший секретар Анджей Жабинський та його сподвижники, Катовицький партійний форум Всеволода Волчева стояли на сталінських позиціях, виступали за силове придушення «Солідарності». Відповідно, й авторські тексти Купісевича витримувалися у жорсткій тональності. Він називав номенклатуру ПОРП «паразитами, які 36 років п'ють нашу кров і не підуть на ввічливе прохання — їх треба винищувати».

## Подальше життя
13 грудня 1981 року у Польщі ввели воєнний стан. Активісти Катовицької «Солідарності» чинили опір військово-партійній владі. 13—23 грудня продовжувався окупаційний страйк на Гута Катовицях. Збігнєв Купісевич, випадково уникнувши інтернування в перші години (відсутній уночі вдома), пробрався на комбінат і приєднався до страйкарів. Керував агітацією страйкового комітету. Страйк придушили силами ЗОМО та армії. Купісевича заарештували та відправили в міліційний ізолятор.
Близько двох тижнів Купісевич пробув в ізоляторах Бендзина та Домброви-Гурничі, потім переведений у Катовиці. 5 січня 1982 року Катовицький воєводський суд засудив його до 5 років 6 місяців ув'язнення — при винесенні вироку враховувалася не лише його роль у грудневому страйку, а й «ворожа діяльність» попереднього періоду. Текст про «паразити, яких треба винищувати» був витлумачений як заклик вбивати членів ПОРП (цікавий момент розпізнання публіцистичної алегорії) — хоча там говорилося, що «зброя профспілки — страйк і мирний опір».
Проте Верховний суд скасував вирок, і 26 жовтня воєводський суд звільнив Купісевича за станом здоров'я. Його направили під наглядом до лікарні залізничної станції Катовиці-Янув. У 1983—1989 роках жив у Пшируві, працював у сільгоспкооперації. Брав участь у зборах інтернованих, робітничих паломництвах у Ясногірський монастир.

## Менеджер металургії
У вересні 1989 року — після нової страйкової хвилі, Круглого столу та перемоги «Солідарності» на виборах у контрактний сейм — Збігнєв Купісевич повернувся працювати на Гута Катовиці. У Третій Речі Посполитій з 1990 до 1994 року був депутатом Пширувської гмінної ради. Брав участь у відтворенні легальної структури Сілезько-Домбровського профцентру «Солідарності», у 1990—1998 роках перебував у його керівництві. У 1994—1995 року знову редагував Wolny Związkowiec.
Збігнєв Купісевич брав активну участь у процесах реструктурування Гута Катовиць, працював у компаніях, створених на основі комбінату. З 2010 року — менеджер ArcelorMittal Poland. Виступає на ювілейних заходах «Солідарності», особливо Катовицької угоди.